# Ammopolia
Ammopolia é um gênero de traça pertencente à família Arctiidae.

## Espécies
- Ammopolia witzenmanni (Standfuss, 1890)